# Высшая бизнес-школа «Turība»
Высшая бизнес-школа «Turība» (латыш. Biznesa augstskola "Turība") — частное высшее учебное заведение в Латвии, ориентированное на предпринимательство, туризм и право. Основано в 1993 году, расположено в Риге, в районе Атгазене.
Бизнес-школа располагает современной библиотекой, гостиницей и спортивным залом. В 1998 году был открыт музей вуза. В 2021 году «Turība» была признана 3-м наиболее рекомендуемым работодателями вузом Латвии.

## История
Бизнес-школа создана на базе Рижского кооперативного техникума, основанного в 1945 году. Существующий комплекс зданий сооружён в период с 1964 по 1976 год. До 1992 года учебное заведение работало как техникум, с 1993 года — Высшая бизнес-школа «Turība».
В 2003 году рядом с университетом была построена железнодорожная остановка «Туриба» на линии Рига-Елгава, ставшая первой построенной остановкой в Латвии после восстановления независимости.

## Факультеты
Бизнес-школа имеет 3 факультета, а также 27 учебных программ, 13 из которых доступны также на английском языке.
- Факультет делового администрирования (декан — Зане Дриньке, MBA, преподаватель[7])
- Юридический факультет (декан — Иво Криевс, магистр права, преподаватель[8])
- Факультет международного туризма (декан — Эрикс Лингеберзиньш, доктор экономических наук, доцент[9])

## Международное сотрудничество
Ежегодно в Бизнес-Школе обучаются студенты из более чем 40 стран.
«Turība» является первым университетом в Балтии, аккредитованным Всемирной туристской организацией и получившим сертификат WTO TedQual — международно признанную экспертную оценку, который был присвоен профессиональной программе бакалавриата «Туризм и гостиничный менеджмент», а также профессиональной программе магистратуры «Стратегический менеджмент туризма». «Turība» является членом Международной ассоциации по продвижению бизнес-школ (AACSB International), объединяющей ведущие бизнес-университеты мира, Европейской ассоциации высших учебных заведений (EURASHE) и Европейской ассоциации юридических факультетов (ELFA).

## Бизнес-инкубатор
С 2006 года в «Turība» действует бизнес-инкубатор, цель которого — помочь студентам начать собственный независимый бизнес. С начала 2013 года, когда помещение инкубатора было расширено, студенты Бизнес-школы могут не только зарегистрировать помещение в качестве юридического адреса своей компании, работать там, организовывать встречи и хранить документы, но и расширить перечень услуг, предлагаемых их компаниями, теснее связать свой бизнес с учебным процессом, активизировать маркетинговую и рекламную деятельность.

## Филиалы
- Университет имеет три филиала – в Лиепае, Цесисе и Талси[12]